# 田中宏暁
田中 宏暁（たなか ひろあき、1947年7月28日 - 2018年4月23日）は、日本の生理学者。福岡大学名誉教授。

## 略歴
東京教育大学体育学部卒。1986年愛媛大学医学博士。福岡大学助教授、スポーツ科学部教授、2018年名誉教授。専門は運動生理学で、特に肥満・動脈硬化性疾患などの生活習慣病の治療と予防、健康増進・ 競技力向上に有効な運動処方に関する研究が主なテーマである。 日本体力医学会理事、日本体育学会理事、ランニング学会常務理事、健康支援学会理事、厚生労働省「運動所要量・運動指針」策定検討委員などを務めた。スロージョギングの提唱者であった。
2018年4月23日、悪性腫瘍のため死去。

## 著書
- 『賢く走るフルマラソン マラソンは「知恵」のスポーツ』ランナーズ 2005
- 『スロージョギング健康法 ゆっくり走るだけで、脳と体が元気になる!』朝日新聞出版 2010
- 『スロージョギングで人生が変わる』健康人新書 広済堂出版 2011
- 『DVDで簡単レッスン!健康力を上げるスロージョギング "歩くスピードで走る"だけで理想のカラダを手に入れる』カンゼン 2012
- 『スロージョギング入門 歩くスピードで走るだけ!』PHP文庫 2013
- 『スローステップ 脳細胞が増える!本当にすごい!』メディアファクトリー 2013
- 『90秒スロージョギングダイエット』メディアファクトリー 2013
- 『ランニングする前に読む本 最短で結果を出す科学的トレーニング』ブルーバックス 講談社 2017

### 共編・監修
- 『ランニングで落ちる!あなたの体脂肪』監修. ナツメ社 1999
- 『健康づくりトレーニングハンドブック』進藤宗洋,田中守共編 朝倉書店 2010
- 『スポーツ・運動生理学概説』山地啓司,大築立志共編著. 明和出版, 2011
- 『仕事に効く、脳を鍛える、スロージョギング』久保田競共著 (角川SSC新書 2011
- 『足腰を鍛えるスロージョギング&スローステップ』 (生活実用シリーズ NHKきょうの健康) 監修. NHK出版 2014

## 論文
- <田中宏暁